# 梅泰 (上萨瓦省)
梅泰（法語：Meythet，法語發音：[mɛtɛ]）是法国上萨瓦省的一个旧市镇，属于阿讷西区。2017年1月1日，梅泰与邻近的4个市镇并入阿讷西。

## 地理
梅泰（45°54'55"N, 6°5'34"E）面积3.24 平方千米，位于法国奥弗涅-罗讷-阿尔卑斯大区上萨瓦省，该省份为法国东部省份，历史上为薩伏依的一部分，北与瑞士接壤，西接安省，南至萨瓦省，东与瑞士和意大利接壤。
与梅泰接壤的市镇（或旧市镇、城区）包括：旧阿讷西、克朗-热夫里耶、埃帕尼-梅泰西、梅泰西、普瓦西。
梅泰的时区为UTC+01:00、UTC+02:00（夏令时）。

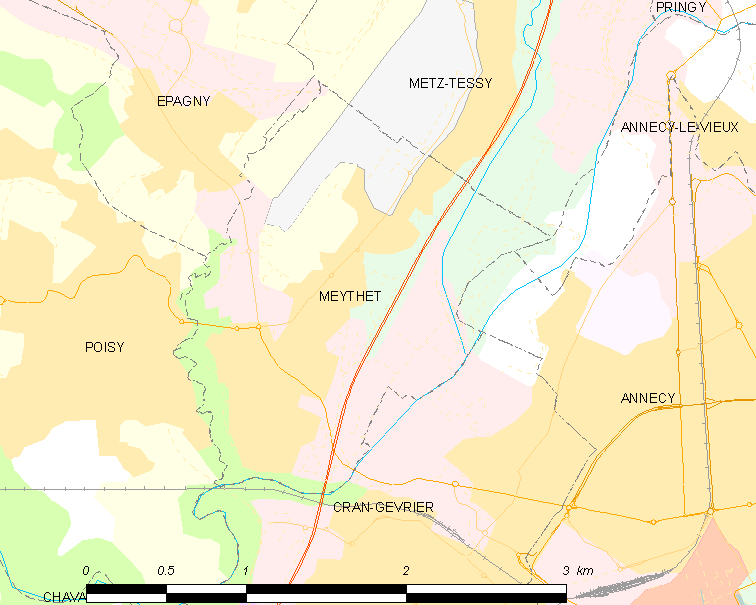
梅泰的OSM定位图

## 行政
梅泰的邮政编码为74960，INSEE市镇编码为74182。

## 政治
梅泰所属的省级选区为阿讷西第一县。

## 人口

1962-2008年间梅泰人口变化图示

梅泰于2018年1月1日时的人口数量为8327人。